# William Peel (3e comte Peel)
William James Robert Peel (né le 3 octobre 1947), titré vicomte Clanfield jusqu'en 1969 puis 3e comte Peel, est un pair héréditaire britannique qui est pair conservateur du 15 mai 1973 à octobre 2006, date à laquelle, lors de sa nomination en tant que Lord-chambellan de la maison royale, il passe crossbencher (non-partisan) .

## Jeunesse et éducation
Lord Peel est le fils aîné d'Arthur Peel (2e comte Peel), et de Kathleen McGrath, fille de Michael McGrath. Il est l'arrière-arrière-petit-fils du premier ministre Robert Peel. Il fait ses études à l'université d'Ampleforth, et continue ensuite à l'université de Tours en France et à l'université agricole royale, Cirencester.

## Carrière
Lord Peel est membre du Conseil du prince pour le duché de Cornouailles, de 1993 à 2006, et est Lord Warden of the Stannaries de 1994 à 2006. Il est membre du Nature Conservancy Council, avec English Nature, de 1991 à 1996. Il est président du Game Conservancy Trust de 1994 à 2000, puis président d'honneur de 2000 à 2008, et président du Yorkshire Wildlife Trust de 1989 à 1996. Lord Peel fait également partie du comité du parc national des Yorkshire Dales pendant six ans et est lieutenant-adjoint du Yorkshire du Nord en 1998. Lord Peel est élu parmi les 42 pairs héréditaires conservateurs qui devaient rester à la Chambre des lords après l'entrée en vigueur de la loi de 1999 sur la Chambre des lords, il s'est classé 14e des élections avec 142 voix . Depuis juillet 2006, il siège en tant que membre Crossbencher .
En juin 2006, il succède à Lord Luce en tant que Lord-chambellan. Le 11 octobre 2006, il prend ses fonctions et est investi en tant que chevalier grand-croix de l'Ordre royal de Victoria (GCVO) et devient chancelier de l'Ordre. Le 14 novembre 2006, Lord Peel est admis au Conseil privé.
En février 2021, Andrew Parker est nommé pour succéder à Lord Peel en tant que Lord chambellan. Peel devait prendre sa retraite à la fin de 2020, mais a prolongé sa période de préavis du fait de la pandémie . Il prend sa retraite le 31 mars .
Le 13 avril 2021, Lord Peel est investi de la Royal Victorian Chain .

## Famille
Lord Peel épouse Veronica Naomi Livingston Timpson (née le 21 janvier 1950) et a 2 enfants. Leur mariage est dissous en 1987.
- Ashton Robert Gerard Peel, titré vicomte Clanfield (né le 16 septembre 1976). Il épouse Matilda Rose Aykroyd (née le 15 mars 1978) en 2004. Elle est la troisième fille du sous-lieutenant des Coldstream Guards David Peter Aykroyd (né le 6 juin 1937) et de son épouse Lydia Huldine Beamish (18 janvier 1939 - 9 juillet 2004). Lord et Lady Clanfield ont trois filles, Isla, Willa et Florence, et un fils, Nicholas.
- Lady Iona Joy Julia Peel (née le 18 septembre 1978). Elle épouse Robert Alexander Edward Bowen le 14 mai 2005. Ils ont deux fils, Max et Charlie, et une fille, Amelia.

Lord Peel se remarie à Charlotte Clementine Soames (née le 18 juillet 1954), fille de Christopher Soames et de son épouse, Mary Churchill, fille de Winston Churchill, le 15 avril 1989 et a 1 enfant.
- Lady Antonia Mary Catherine Peel (née en 1991).